# Lijst van burgemeesters van Vledder
Dit is een lijst van burgemeesters van de voormalige Nederlandse gemeente Vledder in de provincie Drenthe. Vledder is in 1998 opgegaan in de nieuwe gemeente Westerveld.
| Ambtsperiode | Naam burgemeester                               | Partij of stroming | Bijzonderheden                                               |
| ------------ | ----------------------------------------------- | ------------------ | ------------------------------------------------------------ |
| 1811 - 1834  | Stephanus Jacobus van Royen                     |                    |                                                              |
| 1835 - 1851  | Herman Hendrik Adriaan Sluis                    |                    |                                                              |
| 1851 - 1867  | Stephanus van Royen                             |                    |                                                              |
| 1868 - 1872  | Herman Visscher                                 |                    |                                                              |
| 1872 - 1874  | jhr.mr. Maurits Johan Willem Alexander de Milly |                    |                                                              |
| 1874 - 1876  | Johannes Pottinga Szn                           |                    |                                                              |
| 1876 - 1906  | Johan Albert Casper Wijnoldy                    |                    |                                                              |
| 1906 - 1927  | Arnold Wijnoldy                                 |                    |                                                              |
| 1927 - 1932  | Jan Kooiman                                     |                    |                                                              |
| 1932 - 1937  | dr. Johannes (Hans) Linthorst Homan             |                    | werd commissaris der Koningin in de provincie Groningen      |
| 1937 - 1957  | jhr. Rudolph Otto van Holthe tot Echten         |                    | ontslagen door de Duitse bezetter in 1941                    |
| 1941 - 1942  | Jan Cornelis Meijboom                           |                    | waarnemend; tevens burgemeester van Diever                   |
| 1942 - 1945  | G.W. Boelems                                    | NSB                | Bij benoeming jongste burgemeester van Nederland             |
| 1957 - 1964  | Eltjo (E.J.) de Jonge                           | partijloos         | werd burgemeester van Vries                                  |
| 1965 - 1977  | Jacob (Jaap) van Julsingha                      |                    |                                                              |
| 1977 - 1989  | Cees Verstegen                                  | VVD                | later burgemeester van Slochteren                            |
| 1989 - 1993  | Tom Maagendans                                  | VVD                |                                                              |
| 1993 - 1997  | Wim Vuursteen                                   | VVD                | waarnemend burgemeester                                      |
| 1997 - 1997  | Harm Tees                                       | VVD                | waarnemend burgemeester, was burgemeester van Westerschouwen |